# Bromazepam
Bromazepam (INN) je léčivo z třídy benzodiazepinů. Má zejména anxiolytické účinky, ve vyšších dávkách také sedativní, hypnotické a myorelaxační. Je znám pod řadou obchodních názvů, například Lectopam, Lexotan, Lexilium, Lexaurin, Brazepam, Bromaze nebo Lexotanil). V Česku jsou registrovány dva přípravky, a to Lexaurin a Bromazepam Medreg.

## Historie
Patent na bromazepam si přihlásila firma Roche v roce 1965. Klinicky byl zaveden v 70. letech 20. století.

## Indikace
- Krátkodobá léčba úzkosti nebo panické poruchy, je-li potřeba benzodiazepin.[7]
- Premedikace pro potlačení strachu před lékařským zákrokem.[8]